# Julius Avitus
Julius Avitus, ook bekend onder zijn volledige naam Gaius Julius Avitus Alexianus (overleden in 217), was een Syrische edelman, met een indrukwekkende Romeinse militaire en politieke carrière.
Door zijn huwelijk had hij een nauwe band met de koninklijke familie van Emesa en de regerende Severische dynastie van het Romeinse Rijk. Hij was comes van keizer Septimius Severus en zijn zoon Caracalla.

## Huwelijk en kinderen
Avitus trouwde met de Syrische edelvrouw Julia Maesa, de oudste dochter van Julius Bassianus, een hogepriester van de Tempel van de Zon. De tempel was gewijd aan de Syrisch-Aramees zonnegod El Gebal (tegenhanger van de Fenicische God Baäl) in Emesa. De jongere zus van Maesa was de Romeinse keizerin Julia Domna, de vrouw van de Romeinse keizer Septimius Severus, moeder van de Romeinse keizers Caracalla en Publius Septimius Geta.
Zelf had hij twee dochters: Julia Soaemias Bassiana (c. 180-222) en Julia Mamaea (na 180-235). Twee van zijn kleinkinderen waren de Romeinse keizers Elagabalus (geboren als Sextus Varius Avitus Bassianus) en Severus Alexander (geboren als Marcus Julius Gessius Bassianus Alexianus).